# Van Cammingha (geslacht)

Familiewapen van Van Cammingha

Van Cammingha (ook wel Van Camminga) is een oud Nederlands geslacht afkomstig uit de provincie Friesland.
De stamreeks vangt aan met Rienck Cammingha, die overleed tussen 1529 en 1533. Bekender is zijn nazaat en naamgenoot die leefde van 1517 tot 1584, omdat deze in 1552 afgebeeld is op een schilderij van Adriaan van Cronenburgh (Fries Museum), waarop ook de oude Camminghaburg, het familiekasteel bij Leeuwarden, te zien is. De familie speelde sinds de vroege 17e eeuw een belangrijke rol in de Nederlandse geschiedenis en oefende met name in Friesland macht uit.
In 1814 vond erkenning als edele van Friesland plaats bij Souverein Besluit (SB) van één lid van het geslacht, in 1825 volgde benoeming in de Ridderschap van Friesland bij KB; sinds 1814 behoren door het SB leden van het geslacht tot de Nederlandse adel met het predicaat jonkheer en jonkvrouw. In 2023 leeft er nog één vrouwelijke nakomeling van dit geslacht (1935), waardoor het geslacht met uitsterven wordt bedreigd.
Het wapen van de familie wordt door voetbalclub SC Cambuur, die genoemd is naar de buurt waar het kasteel ooit stond, gebruikt als clubembleem.